# چک ۲۱/ام‌بی
چک ۲۱/ام‌بی (به انگلیسی: Chak No.21/MB) یک روستا در پاکستان است که در ناحیه خوشاب واقع شده‌است. چک ۲۱/ام‌بی ۱٬۰۰۰ نفر جمعیت دارد.